# Peuple en marche
Peuple en marche es una película del año 1963.

## Sinopsis
En 1962, René Vautier organizó con unos amigos argelinos un centro de formación audiovisual para promover un “diálogo en imágenes” entre los dos campos. Se realizó una película a partir de esta experiencia, pero fue parcialmente destruida por la policía francesa. Las imágenes que consiguieron salvar constituyen un documento histórico sin par: relatan la guerra de Argelia y la historia del ALN (Ejército de Liberación Nacional), además de enseñar la vida en la posguerra, especialmente la reconstrucción de las ciudades y del campo después de la Independencia.